# AFC Futsal Club Championship 2017
La AFC Futsal Club Championship 2017 è stata l'8ª edizione del torneo continentale riservato ai club di calcio a 5 vincitori nella precedente stagione del massimo campionato delle federazioni affiliate alla AFC. La competizione è iniziata il 20 luglio per finire il 30 dello stesso mese.

## Squadre partecipanti
Tutte le nazioni che partecipano schierano una sola squadra, per un totale di 16 squadre.

### Lista
I club sono stati ordinati in base al risultato della federazione nell'edizione precedente.

| Rank | Squadra         | Urna |
| ---- | --------------- | ---- |
| 1    | Shriker Osaka   | 1    |
| 2    | Naft Al-Wasat   | 1    |
| 3    | Chonburi        | 1    |
| 4    | Al Dhafra       | 2    |
| 5    | Giti Pasand     | 2    |
| 6    | Al-Rayyan       | 2    |
| 7    | AGMK Olmaliq    | 2    |
| 8/H  | Thái Sơn Nam    | 1    |
| 9    | Vic Vipers      | 3    |
| 10   | Bank of Beirut  | 3    |
| 11   | Nanling Tielang | 3    |
| —    | Vamos Mataram   | 4    |
| —    | Osh EREM        | 4    |
| —    | Disi Invest     | 4    |

Note
- (TH) – Squadra campione in carica
- (H) – Squadra ospitante

### Formula
Le 14 squadre si affrontano in quattro gironi da tre o quattro, sorteggiati il 18 maggio. Le prime due di ogni girone accedono alla fase finale ad eliminazione diretta.

## Fase a gironi

### Gruppo A
| Squadra      | P.ti | G | V | N | P | GF | GS | DR  |
| ------------ | ---- | - | - | - | - | -- | -- | --- |
| Al Dhafra    | 6    | 3 | 2 | 0 | 1 | 8  | 3  | +5  |
| Thái Sơn Nam | 6    | 3 | 2 | 0 | 1 | 15 | 7  | +8  |
| Osh EREM     | 6    | 3 | 2 | 0 | 1 | 6  | 8  | -2  |
| Vic Vipers   | 0    | 3 | 0 | 0 | 3 | 3  | 14 | -11 |

| Arbitro: | Lee Po-fu |

|                                 |           |              |
| Henmi 2’, 17’ Vassoura 31’, 38’ | Marcatori | 14’ Alinejad |

| Arbitro: | Mahmoudreza Nasirloo |

|                                 |           |                                              |
| Hòa 8’ Nam 34’ Tayyebi 38’, 40’ | Marcatori | 19’ Kadyrov 19’, 31’, 37’ Alimov 38’ Ulanbek |

| Arbitro: | Kim Jong-hee |

|  |           |                                            |
|  | Marcatori | 24’ Jamil 36’, 38’ Vassoura 39’ Al-Hammadi |

| Arbitro: | Mohamad Chami |

|                                   |           |                                                                      |
| Barrientos 30’ Constantinidis 39’ | Marcatori | 2’, 10’, 25’ Nam 5’, 25’ Luân 13’ Huy 18’ (rig.), 35’ Tayyebi 27’ Vũ |

| Arbitro: | Helday Idang |

|  |           |             |
|  | Marcatori | 20’ Kultaev |

| Arbitro: | Liu Jianqiao |

|                 |           |  |
| Tayyebi 8’, 16’ | Marcatori |  |

### Gruppo B
| Squadra       | P.ti | G | V | N | P | GF | GS | DR  |
| ------------- | ---- | - | - | - | - | -- | -- | --- |
| Naft Al-Wasat | 9    | 3 | 3 | 0 | 0 | 17 | 7  | +10 |
| Al-Rayyan     | 6    | 3 | 2 | 0 | 1 | 6  | 6  | 0   |
| Vamos Mataram | 3    | 3 | 1 | 0 | 2 | 9  | 10 | -1  |
| Disi Invest   | 0    | 3 | 0 | 0 | 3 | 5  | 14 | -9  |

| Arbitro: | Hiroyuki Kobayashi |

|               |           |             |
| Costa 8’, 40’ | Marcatori | 39’ Saptaji |

| Arbitro: | Liu Jianqiao |

|                                                  |           |                        |
| Bahadori 5’, 7’, 17’, 18’, 33’ Abed 31’ Eesa 37’ | Marcatori | 5’ Halimov 33’ Jonatan |

| Arbitro: | Maiket Yuttakon |

|                   |           |                         |
| Nasrolahzadeh 30’ | Marcatori | 2’ Arantes 17’ Oliveira |

| Arbitro: | Azat Hajypolatov |

|                             |           |                                                          |
| Saud 24’ Kustiawan 35’, 40’ | Marcatori | 2’ Tavakoli 13’, 19’ Abed 22’ Fahem 26’ Dakheel 28’ Eesa |

| Arbitro: | Hussain Ali Al-Bahhar |

|                                       |           |                             |
| Kustiawan 2’, 8’, 19’ Abedin 31’, 34’ | Marcatori | 8’ Tillozoda 39’ Bekmurodov |

| Arbitro: | Tomohiro Kozaki |

|                                        |           |                      |
| Fahem 1’ Tavakoli 1’ Bahadori 39’, 40’ | Marcatori | 27’ Selim 36’ Taheri |

### Gruppo C
| Squadra         | P.ti | G | V | N | P | GF | GS | DR  |
| --------------- | ---- | - | - | - | - | -- | -- | --- |
| Giti Pasand     | 6    | 2 | 2 | 0 | 0 | 10 | 2  | +8  |
| Shriker Osaka   | 3    | 2 | 1 | 0 | 1 | 7  | 4  | +3  |
| Nanling Tielang | 0    | 2 | 0 | 0 | 2 | 1  | 12 | -11 |

| Arbitro: | Rey Ritaga |

|           |           |                                                         |
| Hafizi 6’ | Marcatori | 5’ Horigome 10’ Osodo 16’ Oliveira 22’ Shibano 37’ Sato |

| Arbitro: | Nurdin Bukuev |

|                                                                           |           |  |
| Zarei 6’ Hassanzadeh 6’ Esmaeilpour 7’, 26’, 30’ Keshavarz 14’ Jaberi 37’ | Marcatori |  |

| Arbitro: | Darius Turner |

|                 |           |                                  |
| Shibano 1’, 30’ | Marcatori | 4’, 10’ Savarchi 40’ Hassanzadeh |

### Gruppo D
| Squadra        | P.ti | G | V | N | P | GF | GS | DR |
| -------------- | ---- | - | - | - | - | -- | -- | -- |
| Chonburi       | 0    | 0 | 0 | 0 | 0 | 0  | 0  | 0  |
| Bank of Beirut | 0    | 0 | 0 | 0 | 0 | 0  | 0  | 0  |
| AGMK Olmaliq   | 0    | 0 | 0 | 0 | 0 | 0  | 0  | 0  |

| Arbitro: | Tomohiro Kozaki |

|  |           |                                                                          |
|  | Marcatori | 7’, 9’, 19’, 26’, 36’ Jirawat 16’, 17’ Suphawut 31’ Jetsada 34’ Peerapat |

| Arbitro: | Trương Quốc Dũng |

|                                            |           |                                                                                       |
| Irsaliev 18’ Yunusov 22’ Serhan 38’ (aut.) | Marcatori | 5’, 30’ Tomić 12’ Serhan 26’ Hammoud 30’ Zeid 35’ Dine 38’ (aut.) Sviridov 40’ Jafari |

| Arbitro: | Lee Po-fu |

|                                                                |           |  |
| Kritsada 1’ Suphawut 34’ Ronnachai 36’ Peerapat 38’ Apiwat 40’ | Marcatori |  |

## Fase a eliminazione diretta

### Tabellone
|  | Quarti di finale | Quarti di finale |             |           | Semifinali                | Semifinali                |  |  | Finale | Finale |
|  |                  |                  |             |           |                           |                           |  |  |        |        |
|  |                  |                  |             |           |                           |                           |  |  |        |        |
|  |                  |                  |             |           |                           |                           |  |  |        |        |
|  | Chonburi         | 4                |             |           |                           |                           |  |  |        |        |
|  | Chonburi         | 4                |             |           |                           |                           |  |  |        |        |
|  | Shriker Osaka    | 2                |             |           |                           |                           |  |  |        |        |
|  | Shriker Osaka    | 2                | Chonburi    | 6         |                           |                           |  |  |        |        |
|  |                  |                  | Chonburi    | 6         |                           |                           |  |  |        |        |
|  |                  | Thái Sơn Nam     | 0           |           |                           |                           |  |  |        |        |
|  | Naft Al-Wasat    | Thái Sơn Nam     | 0           | 0         |                           |                           |  |  |        |        |
|  | Naft Al-Wasat    |                  |             | 0         |                           |                           |  |  |        |        |
|  | Thái Sơn Nam     | 4                |             |           |                           |                           |  |  |        |        |
|  | Thái Sơn Nam     | 4                | Chonburi    | 3         |                           |                           |  |  |        |        |
|  |                  |                  | Chonburi    | 3         |                           |                           |  |  |        |        |
|  |                  | Giti Pasand      | 2           |           |                           |                           |  |  |        |        |
|  | Giti Pasand      | Giti Pasand      | 2           | 2         |                           |                           |  |  |        |        |
|  | Giti Pasand      |                  |             | 2         |                           |                           |  |  |        |        |
|  | Bank of Beirut   | 0                |             |           |                           |                           |  |  |        |        |
|  | Bank of Beirut   | 0                | Giti Pasand | 4         | Finale per il terzo posto | Finale per il terzo posto |  |  |        |        |
|  |                  |                  | Giti Pasand | 4         | Finale per il terzo posto | Finale per il terzo posto |  |  |        |        |
|  |                  | Al-Rayyan        | 2           |           |                           |                           |  |  |        |        |
|  | Al Dhafra        | Al-Rayyan        | 2           | 3         | Thái Sơn Nam              | 6                         |  |  |        |        |
|  | Al Dhafra        |                  |             | 3         | Thái Sơn Nam              | 6                         |  |  |        |        |
|  | Al-Rayyan        | 4                |             | Al-Rayyan | 1                         |                           |  |  |        |        |
|  | Al-Rayyan        | 4                |             |           | 1                         |                           |  |  |        |        |
|  |                  |                  |             |           |                           |                           |  |  |        |        |
|  |                  |                  |             |           |                           |                           |  |  |        |        |

### Quarti di finale
| Arbitro: | Mohamad Chami |

|                                           |           |                      |
| Venâncio 8’, 37’ Suphawut 10’ Jirawat 11’ | Marcatori | 33’ Shibano 34’ Sato |

| Arbitro: | Trương Quốc Dũng |

|                            |           |  |
| Orouji 20’ Esmaeilpour 29’ | Marcatori |  |

| Arbitro: | Mahmoudreza Nasirloo |

|  |           |                             |
|  | Marcatori | 34’, 36’ Trí 38’ Vũ 40’ Hòa |

| Arbitro: | Tomohiro Kozaki |

|                                 |           |                                      |
| Vassoura 17’, 29’ Al-Jaberi 40’ | Marcatori | 9’, 11’ Costa 25’ Taheri 35’ Arantes |

### Semifinali
| Arbitro: | Liu Jianqiao |

|                                                                  |           |  |
| Jirawat 2’, 26’ (rig.), 29’ Sorasak 14’ Kritsada 32’ Jetsada 40’ | Marcatori |  |

| Arbitro: | Nurdin Bukuev |

|                                               |           |                  |
| Esmaeilpour 3’, 18’ Orouji 5’ Hassanzadeh 40’ | Marcatori | 15’, 18’ Arantes |

### Finale 3º posto
| Arbitro: | Hiroyuki Kobayashi |

|                                                       |           |          |
| Vũ 18’ Luân 31’ Tayyebi 33’, 40’ Huy 37’ Baptista 38’ | Marcatori | 6’ Selim |

### Finale
| Arbitro: | Trương Quốc Dũng |

|                        |           |                                 |
| Suphawut 13’, 13’, 22’ | Marcatori | 21’ Esmaeilpour 22’ Hassanzadeh |

## Classifica marcatori
| Gol |  |  | Giocatore              | Squadra       |
| --- |  |  | ---------------------- | ------------- |
| 9   |  |  | Jirawat Sornwichian    | Chonburi      |
| 8   |  |  | Hossein Tayyebi        | Thái Sơn Nam  |
| 7   |  |  | Suphawut Thueanklang   | Chonburi      |
| 7   |  |  | Ghodrat Bahadori       | Naft Al-Wasat |
| 7   |  |  | Ahmad Esmaeilpour      | Giti Pasand   |
| 6   |  |  | Vassoura               | Al Dhafra     |
| 5   |  |  | Andri Kustiawan        | Vamos Mataram |
| 4   |  |  | Diego Costa            | Al-Rayyan     |
| 4   |  |  | Ali Hassanzadeh        | Giti Pasand   |
| 4   |  |  | Flavio Barreto Arantes | Al-Rayyan     |
| 4   |  |  | Sota Shibano           | Shriker Osaka |
| 4   |  |  | Lê Quốc Nam            | Thái Sơn Nam  |

## Premi
| Premio                       | Giocatore           |
| ---------------------------- | ------------------- |
| Miglior giocatore del torneo | Ali Hassanzadeh     |
| Scarpa d'Oro                 | Jirawat Sornwichian |
| Fair Play                    | Thái Sơn Nam        |